# António Gonçalves Ribeiro (Tarzan)
António Gonçalves Ribeiro, conhecido como "Tarzan" ou "Ruaz" na Costa da Caparica, foi um nadador salvador português, nascido a 7 de Outubro de 1922.
Tem cerca de 300 salvamentos feitos.

## Infância
Nascido nos anos 20, a 7 de Outubro de 1922, tendo crescido num ambiente com poucos recursos. 

## Carreira
A sua primeira actividade foi de Pescador.
Foi posteriormente nadador salvador na Costa da Caparica, na antiga FNAT (hoje INATEL) partir de 1939 e por mais de 40 anos.